# Панфілов Олександр Васильович
Панфілов Олександр Васильович (11 жовтня 1960) — радянський велогонщик.
Срібний призер Олімпійських Ігор 1980 року в гіті на 1000 м.